# نترات الأميل
للمكونات الفعالة في العقاقير الترفيهية المعروفة باسم البوبرات،  أنظر نيتريت الأميل.
نترات الأميل (بالإنجليزية: Amyl nitrate )‏ هو مركب كيميائي له الصيغة CH3(CH2)4ONO2 . ويتكون هذا الجزيء من «5- كربون مجموعة الأميل» مرتبطة بالمجموعة الوظيفية «النترات» . فهو يمثل الإستر الخاص بكحول الأميل و حمض النيتريك .

## التطبيقات
تستخدم نترات الأميل ككواشف في التخليق العضوي . حيث يستخدم كمادة مضافة لوقود الديزل ، حيث يكون بمثابة «محسن الاشتعال» عن طريق تسريع اشتعال الوقود . [بحاجة لمصدر]